# 迪波洛
托馬斯·韋斯利·彭茨（英語：Thomas Wesley Pentz，1978年11月10日—），藝名迪波洛（Diplo），是一名美國DJ和音樂製作人。 他是電音團體Major Lazer的共同創始人與團長，也和Skrillex組成了電音雙人團體Jack Ü，又和希雅與迷走小子共組LSD组合，更與Mark Ronson合作成為Silk City。
迪波洛創立了唱片公司Mad Decent與非營利組織Heaps Decent。除此之外，他還曾經在費城教過書。2013年的迷你專輯－Revolution在告示牌兩百大排行榜達到了第六十八名，同名曲《Revolution》成為了現代汽車的廣告音樂，同時也被收錄在WWE 2K16的原聲帶。
在崛起的過程中，迪波洛與M.I.A.一同合作，後者給了前者更多曝光的機會。接著，他與M.I.A.的製作人Switch一起製作了一個牙買加舞場雷鬼風的卡通影集－Major Lazer. 自從那時，他便致力於製作和重混許多藝人的音樂，例如：關·史蒂芬妮、 M.I.A.、 回答樂團、 布蘭妮·斯皮爾斯、 瑪丹娜、 夏奇拉、 碧昂絲、 不要懷疑、 小賈斯汀、 亞瑟小子、 史努比狗狗、 Trippie Redd、 克里斯小子、 CL、 G-Dragon 和Poppy。 他的藝名是梁龍學名的較短版本，源自於兒時對恐龍的喜愛。

## 職業生涯

### 早年生活
迪波洛在1978年11月10日出生於密西西比州的圖珀洛，其中家鄉的饒舌樂在他之後的音樂風格中有著很大的影響。 少年時期的他大部分時間皆在邁阿密度過，同時也首次接觸到邁阿密獨特的貝斯音樂。 1997年，迪波洛就讀中佛羅里達大學，之後搬家至費城並轉學到天普大學，他在新學校以DJ的身分受到關注。 在不斷遇見DJ Low Budget後，兩人開始以Hollertronix這個名稱舉辦電音派對「Hooked on Hollertronix」，這些派對的成功得以使他們推出了專輯並且廣受好評，他們的音樂更被稱為「引人注目的混合音樂」。其中一個混音帶《Never Scared》被紐約時報評比為2003年十大專輯之一。
迪波洛發行了他的首張專輯《Florida》，《Florida》發行了兩次，第一次只有CD而第二次則追加了DVD，在第二次發行之前，另外一個DVD 《Diplo:Banned in Lybia》由Money Studies發行，此為迪波洛以他的舊藝名Diplodocus發行的單曲所集合而成。
成功的電音派對使迪波洛可以讓他踏出下一步並成立音樂工作室，讓創作音樂成為他的正職，隨後迪波洛在費城創立了音樂工作室The Mausoleum，這裡也成為許多歌手錄音或舉辦演唱會的地方，例如克莉絲汀·阿奎萊拉和夏奇拉。

### M.I.A.
饒舌歌手M.I.A.在2004年聽到了迪波洛的作品，之後又在倫敦的Fabric Club遇見了迪波洛，巧合的是，迪波洛當時正在放她的《Galang》與《Fire Fire》。 迪波洛後來表示：「她聽到了我的單曲還有放克混音，認為我跟她會是個完美的組合。除了我們的性別跟出生地外，一切都是相同的：我們都從電影學院畢業、我們年輕時都聽一樣的音樂、我們的音樂朝著一樣的方向製作......那真的很棒，我總是想跟她合作一些歌曲，但是那時我做的音樂真的爛到不行。」 兩人後來合作推出了混音專輯《Piracy Funds Terrorism Vol. 1》，此專輯被紐約時報和Pitchfork Media評為當年最佳專輯。 專輯推出後兩人仍繼續合作，M.I.A.在2005年的巡迴演唱會Arular Tour邀請了迪波洛作為隨行DJ。
迪波洛透過了M.I.A.認識了Switch，迪波洛更與Switch合作了《Paper Planes》，此曲獲得葛萊美獎提名，並在告示牌百強單曲榜中最高獲得了第四名。
2015年在滾石雜誌訪談M.I.A.的過程中，M.I.A.表示當年迪波洛對她在2005年的成功不滿，之中更起了些衝突。

### Mad Decent
成立了唱片公司Mad Decent後，迪波洛從一位名不見經傳的DJ成功蛻變成一名製作人，同時也與許多歌手合作，比如火星人布魯諾和史努比狗狗。 在一次到巴西探訪當地的貧民區音樂後，迪波洛對此類型音樂所帶來的力量感到驚艷，於是他決定與當地的團體Bonde do Rolê合作並在Mad Decent旗下發行唱片。 Bonde do Rolê在美國讓「放克卡瑞歐卡」此種風格蔚為風行，也讓一些歌手跟進創作此類型音樂。迪波洛同時也花了點時間記錄了這些音樂與在貧民區的所見所聞，隨後紀錄片《Favela On Blast》於2008年在巴西上映。
儘管貧民區音樂熱潮不減，迪波洛認為Mad Decent仍可以引進來自世界各地的音樂。透過大量的巡迴演出，迪波洛快速累積名聲，在2009年的九月甚至還到中國和史蒂夫·青木一起參加由Split Works組織的演出。在2010年四月號的滾石雜誌中，他受評比為「40個讓音樂令人興奮的原因」其中之一。 自從2005年創立以來，Mad Decent發行了許多歌手的歌曲，例如Santigold、Baauer和Lil' Jon等人。
隨著Mad Decent的成長茁壯，迪波洛本人的DJ事業的跟著獲得了成功，他與許多明星歌手合作製作歌曲，像是Beyoncé、Justin Bieber、Lil Wayne、 Chris Brown與Ariana Grande等人。 2015年10月16日，迪波洛與Sleepy Tom合作釋出了《Be Right There》，此曲在多個國家的Spotify上達到了一億的點播率。 2016年4月23日，Beyoncé的新專輯《Lemonade》釋出，而迪波洛參與製作其中的《All Night》與《Hold Up》，此專輯登上了告示牌兩百強專輯榜的第一名，並在同年6月8日獲得了白金唱片的殊榮。 迪波洛也與加拿大雙人組合Zeds Dead以及瑞典歌手Elliphant合作了《Blame》，此曲在2016年7月14日在Zeds Dead的Soundcloud釋出。

### Major Lazer
迪波洛以Major Lazer的名義與Switch共同製作了一張專輯，而他將邁阿密貝斯和放克卡瑞歐卡混成電子音樂。之後他們到了牙買加體驗當地的舞場雷鬼音樂，兩人獲得了許多牙買加歌手的幫助，導致了《Guns Don't Kill People... Lazers Do》此張專輯的誕生。 Beyoncé的《Run The World (Girls) 》即是取材其中的單曲《Pon De Floor》。
迷你專輯《Lazers Never Die》在2010年釋出，雖然Switch在2011年離團，但Jillionaire與Walshy Fire填補了空缺。 第二張專輯《Free the Universe》原本預計在2012年11月釋出，但延期至2013年2月，最後延到了4月15日。 2015年2月8日，在葛萊美獎典禮中，迪波洛透漏了第三張專輯《Peace Is The Mission》的細節，其中會與Ariana Grande, Ellie Goulding與Pusha T等人合作。 第一首釋出的單曲《Lean On》與法國音樂製作人DJ Snake和丹麥歌手MØ合作，《Lean On》在2015年11月11日成為Spotify成立以來擁有最高點播率的歌曲，更在YouTube上獲得了24億的點閱率，同時也獲得了雙重白金唱片的殊榮。 第二首釋出的單曲《Powerful》則是與Ellie Goulding和Tarrus Riley合作，跟《Peace Is The Mission》同在2015年6月1日釋出。
2016年7月22日，與加拿大歌手Justin Bieber和MØ合作之單曲《Cold Water》釋出，獲得了極大的成功。 第四張專輯《Music Is The Weapon》將與Sia、The Weeknd以及Ty Dolla $ign等人合作，2016年11月29日，與Bad Royale合作的單曲《My Number》釋出，值得一提的是此單曲取材了經典歌曲《54-46 That's My Number》，並特別邀請了原唱Toots Hibbert再次獻聲，保留了原本的旋律但帶來了全新的感受。

### Jack Ü
Jack Ü是由迪波洛與Skrillex所組成的雙人組合，2013年9月15日，他們在聖地牙哥的Mad Decent Block Party首次登場。迪波洛透過在巡演的陣容裡放上Jack Ü這個名字來做為宣傳，在經過眾多猜測後，迪波洛終於表示：「Jack Ü...代表著迪波洛和Skrillex合體。」  8月份預計在紐約Electric Zoo的演出取消後，Jack Ü在2014年12月31日回到紐約，並在麥迪遜廣場花園演出。
2015年2月27日，Jack Ü釋出了首張專輯《Skrillex and Diplo Present Jack Ü》，並由各自的品牌OWSLA與Mad Decent發行。 2014年10月4日，與Kiesza合作的《Take Ü There》為此專輯首個釋出的單曲。 與Justin Bieber合作的《Where Are Ü Now》與此專輯同一天釋出，此曲在告示牌百強單曲榜獲得了第八名，在英國單曲排行榜和澳洲達到了第三名。 《Where Are Ü Now》也在歐洲造成一股旋風，在瑞典跟芬蘭進入了前十名，在挪威、捷克、丹麥和斯洛伐克則進入了前二十名，而在加拿大則攀升到了第六名。 2015年3月29日，Jack Ü在邁阿密的Ultra Music Festival作為閉幕表演。
2016年，《Skrillex and Diplo Present Jack Ü》獲得了葛萊美獎的最佳舞曲專輯，《Where Are Ü Now》則榮獲了最佳舞曲，後者同時也是Justin Bieber的首個葛萊美獎。 Jack Ü接著在加州的Coachella Valley Music Festival和聖保羅的Lollapalooza表演，兩場的門票皆售罄。

### LSD
2018年，迪波洛與澳大利亞創作型女歌手Sia、英國音樂人Labrinth組成了LSD。LSD目前已釋出四首歌，分別是《Mountains》、《Genius》、《Audio》和《Thunderclouds》，《Thunderclouds》更出現在三星Galaxy Note9的廣告中。

### Silk City
2018年1月2日，迪波洛宣布與英國DJ Mark Ronson合作，是為Silk City。同年5月23日，首張單曲《Only Can Get Better》釋出。，接著分別在7月20日、8月2日和9月5日釋出了《Feel About You》、《Loud》與《Electricity》。

### 其他事業
迪波洛致力於推廣冷門音樂至全世界，例如來自紐奧良的Bounce風格。 他獲得了第55屆與第58屆葛萊美獎非古典製作人的提名。 2014年開始，迪波洛開始在BBC Radio 1/1Xtra主持晚間秀Diplo and Friends。 2015年10月2日，迪波洛、Jillionaire、Walshy Fire與Eric Hamilton在Apple Music's Beats 1開始主持Lazer Sound，包含了訪談，聊巡迴時的事及新音樂。 2015年至2016年間，迪波洛帶著Major Lazer和Jack Ü在各大節目及典禮表演，包括了Jimmy Fallon的The Tonight Show、Good Morning America、The iHeart Radio Music Festival、The NRJ Music Awards、2015年拉丁葛萊美獎和2016年葛萊美獎。 
2017年1月，迪波洛與加拿大組合Autoerotique釋出了名為Waist Line的MV。 他參與製作的專輯《Lemonade》與《Purpose》同時獲得了第59屆葛萊美獎年度最佳專輯提名。

### 私人生活
迪波洛與Kathryn Lockhart有兩位小孩：Lockett Major Wesley Pentz和Lazer Lee Louis Pentz。
迪波洛是位足球及板球迷，他支持美國男足國家隊與英超的兵工廠，也為2014年世足賽製作混音，2018年世足賽的主題曲《Live It Up》同樣由他製作。
2016年1月27日，他購買了Arizona United SC的股份。迪波洛表示：「可以到處旅行並透過音樂體驗新文化是很幸運的一件事，無論是牙買加、西班牙、英格蘭或是中國等等。足球也與音樂一樣，同樣連接了全世界的文化。」
迪波洛是洛杉磯快艇隊的球迷，他與Skrillex和Kai在2015年的一場比賽中於史坦波中心進行中場表演。
2016年2月24日，迪波洛表態他支持伯尼·桑德斯，後者的競選廣告「It's A Revolution」採用了前者在2013年的作品《Revolution》作為背景音樂。　6月9日，迪波洛成為了告示牌雜誌的封面人物。

## 影視作品
| 年份 | 名稱                     | 角色     | 備註       |
| ---- | ------------------------ | -------- | ---------- |
| 2008 | Favela on Blast          | 本人     | 導演       |
| 2010 | Malice N Wonderland      | 服務生#2 | 短片       |
| 2014 | 龍虎少年隊：童顏巨捕     | 春假DJ   | 友情客串   |
| 2015 | 808                      | 本人     | 音樂紀錄片 |
| 2016 | I'll Sleep When I'm Dead | 本人     | 紀錄片     |
| 2018 | Florida to California    | 本人     | 紀錄片     |
| 2019 | 名偵探皮卡丘             | 本人     | 科幻懸疑   |

| 年份 | 名稱       | 角色 | 備註                                                    |
| ---- | ---------- | ---- | ------------------------------------------------------- |
| 2016 | 逞能倒霉蛋 | 本人 | 特別嘉賓 第七季, 第十七集: "Diplo"                      |
| 2017 | Chelsea    | 本人 | 第二季, 第三十集: "Dinner Party: Ending on a High Note" |

## 獎項

### 葛萊美獎
| 年份 | 獲提名                                          | 獎項             | 結果 |
| ---- | ----------------------------------------------- | ---------------- | ---- |
| 2009 | "Paper Planes"                                  | 年度最佳單曲     | 提名 |
| 2012 | "Look at Me Now"                                | 最佳饒舌歌曲     | 提名 |
| 2013 | 本人                                            | 年度非古典製作人 | 提名 |
| 2016 | 本人                                            | 年度非古典製作人 | 提名 |
| 2016 | "Where Are Ü Now" ( & Skrillex & 小賈斯汀)      | 最佳舞曲         | 獲獎 |
| 2016 | Skrillex and Diplo Present Jack Ü ( & Skrillex) | 最佳電子舞曲專輯 | 獲獎 |
| 2017 | Lemonade (製作人)                               | 年度最佳專輯     | 提名 |
| 2017 | Purpose (製作人)                                | 年度最佳專輯     | 提名 |

### 電子音樂大獎
| 年份 | 獎項             | 獲提名          | 結果 |
| ---- | ---------------- | --------------- | ---- |
| 2017 | 年度最佳電台節目 | Diplo & Friends | 獲獎 |
| 2017 | 年度最佳DJ       | 本人            | 提名 |